# Teraz Opole
Teraz Opole – bezpłatny tygodnik miejski, ukazujący się od 23 października 2008 roku na terenie Opola.
Tygodnik wydawany jest w nakładzie 10 tysięcy egzemplarz. Jego tematyka – dotycząca głównie społeczności, kultury i polityki – dotyczy spraw lokalnych. Wydawcą jest Pro-Media Sp. z o.o.